# 莫雷环形山

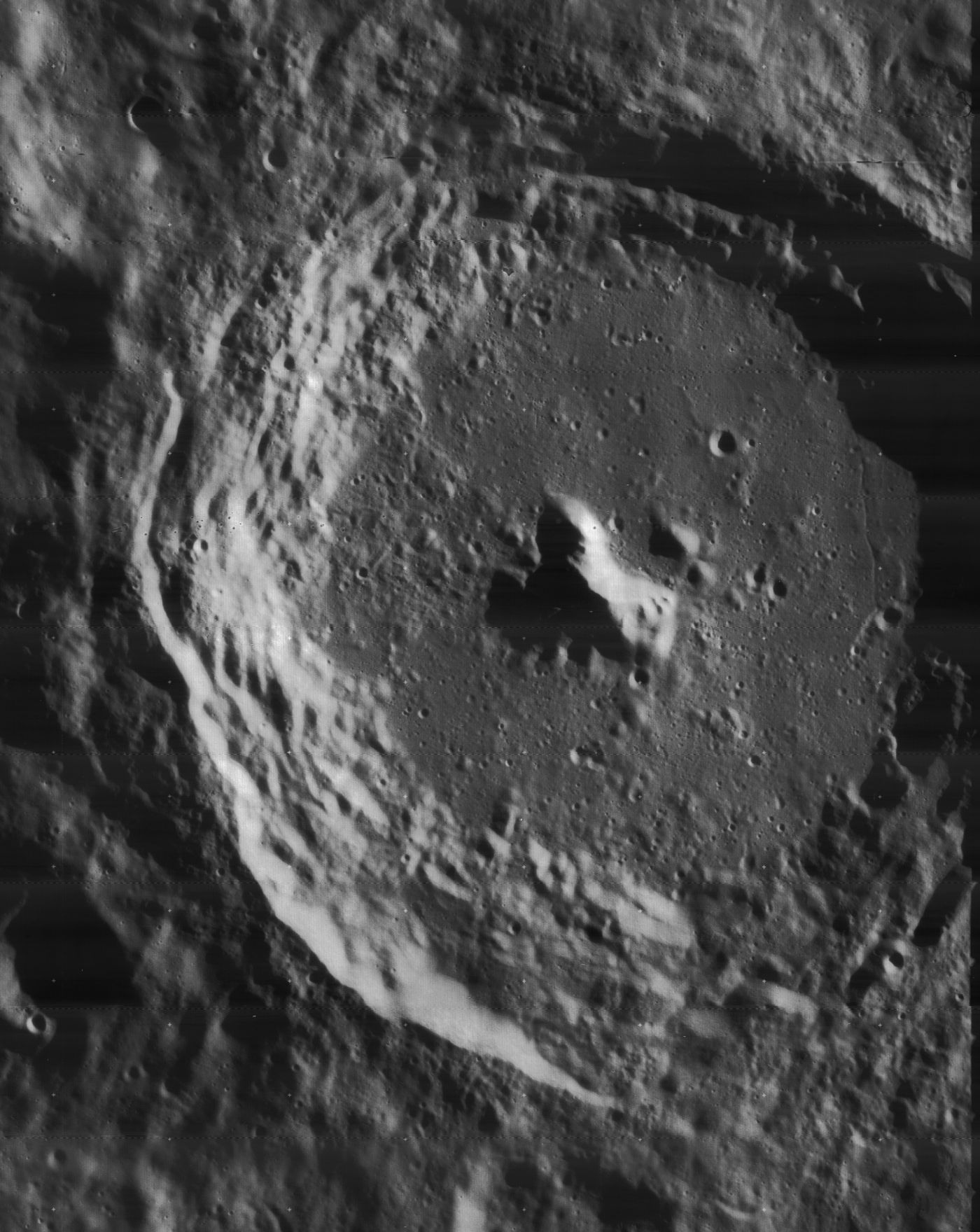
月球轨道器4号拍摄的图像

莫雷环形山（Moretus）是月球正面南极高地附近一座年轻的大撞击坑，约形成于32-11亿年前的爱拉托逊纪，其名称是1651年由意大利天文学家暨耶稣会天主教神父乔瓦尼·里乔利取自十七世纪比利时数学家泰奥多尔·莫雷(Théodore Moret，1602年-1667年)，1935年被国际天文学联合会批准接受。

## 描述
该陨坑西侧靠近克拉普罗特环形山、西北偏北毗邻格林伯格环形山、齐萨杜斯陨石坑位于它的北面、东北坐落了库尔修斯环形山、而它的东南偏东及南面则分别是辛普路斯环形山和肖特环形山。该陨坑中心月面坐标为70°38′S 5°57′W / 70.63°S 5.95°W，直径114.5公里，深度2.9公里。
莫雷环形山坑壁外观呈多边形状，几乎未受到侵蚀。外侧壁巨大宽厚、内侧壁宽阔且带有阶地状结构。坑壁平均高出周边地形1550米，其中南侧壁最高，较坑底落差达6.1公里，其它侧壁则为3.9-5.1公里不等，坑内容积约12600公里3。坑底表面已部分被熔岩重塑，北部平坦而西南多山丘，东北侧蜿蜒着一条细长的月溪，靠中心矗立了一座宽约25公里、高度2775米的庞大中央峰。该陨坑的雷达反射亮度值达到70厘米。

## 卫星陨石坑
按惯例，最靠近莫雷环形山的卫星坑将在月图上以字母标注在该坑的中心点旁。

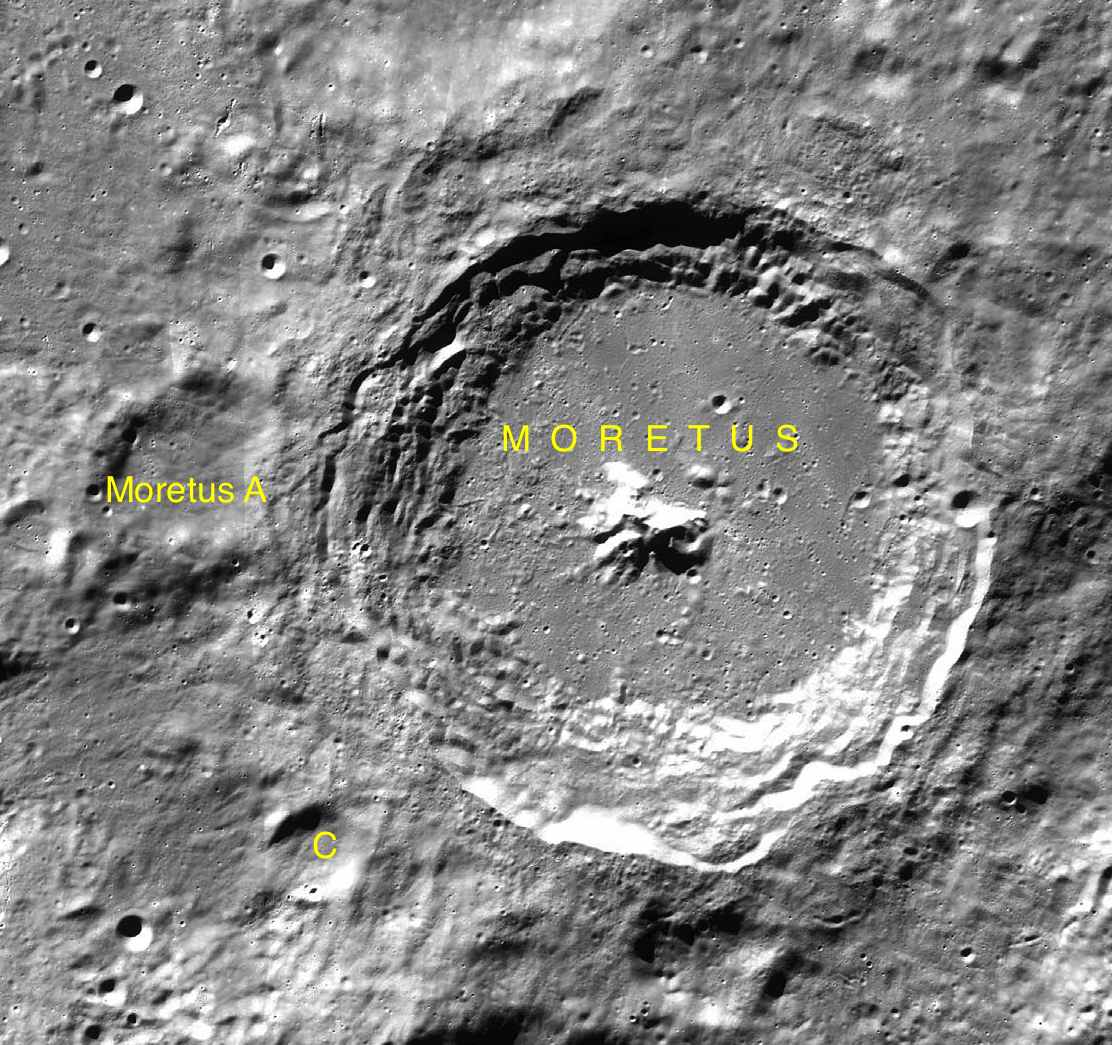
LAC-137 区域图

| 莫雷 | 纬度    | 经度    | 直径    |
| ---- | ------- | ------- | ------- |
| A    | 70.4° S | 13.8° W | 32 公里 |
| C    | 72.6° S | 11.2° W | 17 公里 |

## 另请参阅
- Andersson, L. E.; Whitaker, E. A. . NASA RP-1097. 1982.
- Blue, Jennifer. . USGS. July 25, 2007  [2007-08-05]. （原始内容存档于2018-12-25）.
- Bussey, B.; Spudis, P. . New York: Cambridge University Press. 2004. ISBN 978-0-521-81528-4.
- Cocks, Elijah E.; Cocks, Josiah C. . Tudor Publishers. 1995. ISBN 978-0-936389-27-1.
- McDowell, Jonathan. . Jonathan's Space Report. July 15, 2007  [2007-10-24]. （原始内容存档于2018-12-25）.
- Menzel, D. H.; Minnaert, M.; Levin, B.; Dollfus, A.; Bell, B. . Space Science Reviews. 1971, 12 (2): 136–186. Bibcode:1971SSRv...12..136M. doi:10.1007/BF00171763.
- Moore, Patrick. . Sterling Publishing Co. 2001. ISBN 978-0-304-35469-6.
- Price, Fred W. . Cambridge University Press. 1988. ISBN 978-0-521-33500-3.
- Rükl, Antonín. . Kalmbach Books. 1990. ISBN 978-0-913135-17-4.
- Webb, Rev. T. W.  6th revised. Dover. 1962. ISBN 978-0-486-20917-3.
- Whitaker, Ewen A. . Cambridge University Press. 1999. ISBN 978-0-521-62248-6.
- Wlasuk, Peter T. . Springer. 2000. ISBN 978-1-85233-193-1.